# Cow Bay (zatoka na południowy wschód od Halifaksu)
Cow Bay – zatoka (ang. bay) w kanadyjskiej prowincji Nowa Szkocja, w hrabstwie Halifax, na południowy wschód od miejscowości Halifax; nazwa urzędowo zatwierdzona 4 października 1921.